# 13e cérémonie des Lumières
 (décembre 2021).
La 13e cérémonie des Lumières de la presse internationale s'est déroulée le 13 janvier 2008 à l’Auditorium de l'Hôtel de ville de Paris et était présidée par le réalisateur Claude Lelouch et animée par la journaliste Estelle Martin.

## Palmarès

### Meilleur film
- Le Scaphandre et le Papillon de Julian Schnabel[1]
  - Persepolis de Marjane Satrapi et Vincent Paronnaud
  - La Môme d'Olivier Dahan
  - La Graine et le Mulet d'Abdellatif Kechiche
  - La Chambre des morts d'Alfred Lot

### Meilleur réalisateur
- Abdellatif Kechiche pour La Graine et le Mulet
  - Julian Schnabel pour Le Scaphandre et le papillon
  - Olivier Dahan pour La Môme
  - André Téchiné pour Les Témoins
  - Alfred Lot pour La Chambre des morts

### Meilleure actrice
- Marion Cotillard pour le rôle d'Édith Piaf dans La Môme
  - Mélanie Laurent pour La Chambre des morts d'Alfred Lot
  - Marina Foïs pour Darling de Christine Carrière
  - Sylvie Testud pour Ce que mes yeux ont vu de Laurent de Bertillat
  - Ludivine Sagnier pour La fille coupée en deux de Claude Chabrol

### Meilleur acteur
- Mathieu Amalric pour le rôle de Jean-Dominique Bauby dans Le Scaphandre et le Papillon
  - Benoît Magimel pour La fille coupée en deux de Claude Chabrol
  - Guillaume Depardieu pour Ne touchez pas la hache de Jacques Rivette
  - Jean-Pierre Marielle pour Il faut que ça danse de Noémie Lvovsky
  - Bernard Campan, Gérard Darmon, Jean-Pierre Darroussin, et Marc Lavoine pour Le Cœur des hommes 2 de Marc Esposito

### Meilleur espoir féminin
- Hafsia Herzi pour le rôle de Rym dans La Graine et le Mulet
  - Christa Theret, Lucie Desclozeaux pour Et toi t'es sur qui  ? de Lola Doillon
  - Audrey Dana pour Roman de gare de Claude Lelouch
  - Clotilde Hesme pour Les chansons d'amour de Christophe Honoré
  - Romola Garaï pour Angel de François Ozon

### Meilleur espoir masculin
- Jocelyn Quivrin pour le rôle de Charlie dans 99 francs
  - Fu'ad Ait Aattou pour Une Vieille Maîtresse de Catherine Breillat
  - Laurent Stocker pour Ensemble c'est tout de Claude Berri
  - Kolia Litscher pour Charly d'Isild Le Besco
  - Yannick Renier pour Nue Propriété de Joachim Lafosse

### Meilleur scénario
- Alfred Lot d'après l'œuvre de Franck Thilliez pour La Chambre des morts
  - André Téchiné, Viviane Zingg, Laurent Guyot pour Les Témoins
  - Christine Carrière d'après l'œuvre de Jean Teulé pour Darling
  - Laurent de Bertillat, Alain Ross pour Ce que mes yeux ont vu
  - Noémie Lvovsky, Agnès de Sacy, Valeria Bruni-Tedeschi, pour Actrices

### Meilleur film francophone
- Délice Paloma de Nadir Moknèche (France, Algérie)
  - Cowboy de Benoît Mariage (Belgique, France)
  - L'Age des ténèbres de Denys Arcand
  - J'aurais voulu être un danseur d'Alain Berliner (Belgique, France, Luxembourg, Grande-Bretagne)
  - Africa Paradis de Sylvestre Amoussou (France, Bénin)
  - Voleurs de chevaux de Micha Wald (Belgique, Canada, France)

### Meilleure photographie
- Éric Gautier pour Into the Wild

### Prix du public mondial(remis parTV5 Monde)
- La Môme de Olivier Dahan

### Lumière d'honneur
- Jean-Pierre Marielle